# Hylaea cedricola
Hylaea cedricola là một loài bướm đêm trong họ Geometridae.